# Indeks wskaźników wyprzedzających koniunkturę
Indeks wskaźników wyprzedzających koniunkturę (ang. Leading Economic Index, LEI) – amerykański indeks służący do prognozowania przyszłych informacji na temat gospodarki. Jest wyliczany przez The Conference Board, pozarządową organizację, na podstawie 10 głównych wskaźników ekonomicznych dla Stanów Zjednoczonych. W ogólnych założeniach wartość tego wskaźnika ma spadać przed pojawieniem się recesji, zaś jej wzrost ma sygnalizować przyszły wzrost gospodarczy.
Jednym z problemów w zastosowaniu indeksu wskaźników wyprzedzających koniunkturę jest to, że czas pomiędzy sygnałem recesji a rzeczywistym momentem jej wystąpienia przyjmuje różne długości. W niektórych przypadkach indeks wyprzedzający koniunkturę zawiódł, podając fałszywe sygnały o zbliżającej się recesji.
10 składników indeksu dla USA:
1. Średnia długość tygodnia pracy.
2. Nowo rejestrowani bezrobotni.
3. Nowe zamówienia w przemyśle.
4. Osiągi sprzedawców (wyniki sprzedaży).
5. Nowe zamówienia na dobra kapitałowe nieuwzględniające zamówień przemysłu zbrojeniowego.
6. Pozwolenia na budowę domów.
7. Wartość giełdowego indeksu S&P 500.
8. Wskaźnik M2 skorygowany o inflację.
9. Różnica stóp procentowych 10-letnich obligacji i funduszy Rezerwy Federalnej.
10. Indeks oczekiwań konsumentów.

Indeks ten w latach 1959-2001 przewidział 7 recesji, jednocześnie dając 5 fałszywych sygnałów.
The Conference Board oblicza także podobny wskaźnik wyprzedzający koniunkturę dla innych dużych państw i grup państw (takich jak Chiny, Japonia, Niemcy, Francja, strefa euro) i wtedy bierze nieco inne główne wskaźniki ekonomiczne, zależnie od kraju.